# Karl August Hahn
Karl August Hahn, född 14 juni 1807 i Heidelberg, död 20 februari 1857 i Wien, var en tysk språkforskare.
Hahn blev 1849 professor vid Karlsuniversitetet i Prag och 1851 vid Wiens universitet. Han utgav Mittelhochdeutsche Grammatik (1843–1847; fjärde upplagan 1884), Neuhochdeutsche Grammatik (1848) och Althochdeutsche Grammatik (1852; femte upplagan utgiven av Joseph Strobl 1882) samt flera forntyska diktverk.